# Wemindji (municipalité de village cri)
Pour les articles homonymes, voir Wemindji.
Wemindji (en cri : ᐧᐄᒥᓂᒌ ou Wiiminichii) est une municipalité de village cri située dans le territoire d'Eeyou Istchee dans le Nord-du-Québec, au Québec. Il s'agit d'une zone non urbanisée et dépourvue d'infrastructures publiques.

## Toponymie
Wemindji signifie « vermillon (rouge vif) ».

## Géographie
Le territoire de la municipalité de village cri de Wemindji est situé au sud de la terre réservée crie de Wemindji. Contrairement à cette dernière, la municipalité de village cri n'est dotée d'aucune infrastructure publique et n'est pas habitée en permanence. Bien que sa frontière nord (avec la terre réservée crie) constitue une limite ne reposant sur aucune balise naturelle, sa frontière sud est plus facile à déterminer, car elle suit la rivière Sabascunica. 

## Description
Comme plusieurs autres entités autochtones, Wemindji est composée d'une terre réservée de catégorie 1-A (voir Wemindji (terre réservée crie)), de juridiction fédérale ainsi que d'une municipalité de village cri de catégorie 1-B, de juridiction provinciale.
La population cumulée des deux territoires est comptabilisée sur le territoire de catégorie 1-A.